# Gian Carlo Menis
Gian Carlo Menis   (Buja, 10 de desembre de 1927 - Udine, 7 d'octubre de 2022) fou sacerdot des del 1951, historiador de l'art i arqueòleg friülà, professor d'història patrològica al seminari d'Udine alhora que dirigia el museu diocesà. També fou president de la commissió per l'art sacre. Doctor honoris causa per la Universitat d'Udine, va escriure una Storia dal Popul Furlan (1974).